# Enrico Bertone
Enrico Bertone (Torino, 24 settembre 1958) è un ex pilota automobilistico italiano, due volte vincitore del campionato europeo rally nel 1995 su Toyota Celica Turbo 4WD e nel 1999 su Renault Maxi .

## Carriera
Bertone esordisce nei rallyes al Rally città di Mantova del 1984 a bordo di una Ferrari 308 GTB cogliendo la terza posizione assoluta.
La stagione 1985 lo vede al via in 4 eventi ,su Lancia Rally 037 con la quale, conquista il secondo posto al Rally 111 Minuti.
Sempre su 037 disputa la stagione 1986, navigato dal novarese Paolo Ardizzoia, alternando prestazioni da podio a ritiri e concludendo in seconda posizione assoluta il Campionato Italiano Rally - Trofeo Italia Nord.
La stagione 1987, che vede alternarsi sul sedile di destra della fida 037 i coequipier Ardizzoia e Airoli, nonostante alcune buone prestazioni si conclude senza risultati di rilievo.
Tra il 1988 e il 1990 Bertone porterà in gara varie vetture, tra cui, Lancia Delta Integrale, Ford Sierra RS Cosworth e BMW M3, confermando le proprie doti di guida ma senza raccogliere particolari successi.
Nel 1991, in coppia con Imerito a bordo della Lancia Delta Integrale 16V assistita dal team Grifone, è ai nastri di partenza del ERC che lo vede concludere in decima piazza.
Il 1992 lo vedrà, sempre su Delta, chiudere, navigato da Zanella, al secondo posto del Campionato Aperol per poi lanciarsi in un anonimo 1993 senza prestazioni memorabili nel ERC.
Nel 1994, all'esordio su Toyota Celica Turbo 4WD, chiude terzo nel Campionato Rally della Repubblica Ceca.
Nel 1995, confermando il feeling con la vettura nipponica, conquista il ERC, il CEZ e il campionato nazionale ceco.
Tra il 1996 e il 1998 si piazza terzo assoluto nella classifica ERC su Sierra e, ancora su Celica conquista il campionato nazionale slovacco.
Il 1999 lo vede, a bordo della Renault Megane Maxi, conquistare il titolo di campione europeo per la seconda volta.
Negli anni successivi, complice la mancanza di risultati di rilievo, Bertone ridurrà gli impegni rallystici fino a ritirarsi nel 2002.

### Dopo i rally
Dopo essersi ritirato dall'ambiente rallystico Bertone ha coltivato la passione per il motociclismo, in particolare, per il motocross, laureandosi Campione Italiano di categoria A2 nella stagione 2022.

## Palmarès
- Campionato Nazionale Repubblica Ceca

1995 su Toyota Celica Turbo 4WD
- Campionato Nazionale Repubblica Slovacca

1998 su Toyota Celica Turbo 4WD
- Campionato europeo zona centrale (CEZ)

1995 su Toyota Celica Turbo 4WD
- Campionato europeo rally: 2

1995 su Toyota Celica Turbo 4WD
1999 su Renault Maxi Megane